# 粤北人民医院
粤北人民医院（汕头大学医学院附属粤北人民医院）是一家大型三级甲等综合医院，位于中华人民共和国广东省韶关市武江区惠民南路133号，开放床位2800张。

## 历史
1886年，西医赠诊所正式成立，院址设在曲江武城街（今韶关市区风度中路），1914年更名为“韶州医院”（随后改名“曲江循道医院”，俗称“河西医院”），1925年因沙基惨案而停办，1929年复办，1951年12月更名为“韶关市人民医院”，1952年更名为“广东北江区中心卫生院”，1953年更名为“粤北人民医院”，1956年更名为“韶关专区人民医院”，1972年更名为“韶关地区人民医院”，1984年更名为“粤北人民医院”，1991年被评为“三级乙等医院”，1996年被评为“三级甲等医院”，2004年成为汕头大学医学院非直属附属医院，2019年成为汕头大学医学院直属附属医院（即“汕头大学医学院附属粤北人民医院”）。